# Finales de la NBA de 1998
Las Finales de la NBA de 1998, fueron las series definitivas, de los playoffs del 1998 y suponían la conclusión de la temporada 1997-98 de la NBA. Los Chicago Bulls de la Conferencia Este, se enfrentarían a los Utah Jazz de la Conferencia Oeste, con los Jazz teniendo la ventaja de campo. En una final que se repetía, después de los años anteriores, los Bulls ganaron las series por 4 partidos a 2, para dar a los Bulls, su tercer título consecutivo NBA y el sexto en ocho temporadas. Michael Jordan fue elegido MVP de las Finales (también lo ganó las últimas cinco veces, en las que los Bulls, habían ganado las Finales: 1991, 1992, 1993, 1996 y 1997). Este sería su sexto campeonato NBA y su sexta Finale como MVP, en seis grandes temporadas, un hecho sin precedentes. Además de esto, los últimos partidos que jugaría con los Bulls.

## Resumen
| Equipo       | Partido 1 | Partido 2 | Partido 3 | Partido 4 | Partido 5 | Partido 6 | Total |
| ------------ | --------- | --------- | --------- | --------- | --------- | --------- | ----- |
| Jazz (Oeste) | 88        | 88        | 54        | 82        | 83        | 86        | 2     |
| Bulls (Este) | 85        | 93        | 96        | 86        | 81        | 87        | 4     |

* denota que el partido requirió de tiempo extra.

## Resumen de los partidos

### Partido 1
| 3 de junio                       | Chicago Bulls                                                                         | 85–88              | Utah Jazz |                                                              |  |  |
|                                  |                                                                                       |                    | |                                                              |  |  |
|                                  | Estadísticas Michael Jordan 33; Pippen 21 Rodman 10; Longley 8; Pippen 8 Steve Kerr 5 | Recap Pts Reb Asts | Estadísticas John Stockton 33; Karl Malone 17 Karl Malone 14; Bryon Russell 8 John Stockton 8; Eisley 7 Tiros de campo: John Stockton 9/12 | Pabellón: Delta Center, Salt Lake City, Utah Televisión: NBC |  |  |
| Utah Jazz lideraba la serie, 1-0 |                                                                                       |                    | |                                                              |  |  |
|                                  |                                                                                       |                    | |                                                              |  |  |

### Partido 2
| 5 de junio                        | Chicago Bulls | 93–88                    | Utah Jazz |                                                              |  |  |
|                                   | |                          | |                                                              |  |  |
|                                   | Estadísticas Michael Jordan 37; Pippen 21 Rodman 9; Toni Kukoc 9 Scottie Pippen 4 Tiros de campo: Scottie Pippen 7/13; Michael Jordan 14/33 | Recap Pts Reb Asts Otros | Estadísticas Jeff Hornacek 20; Karl Malone 16 Karl Malone 12; Bryon Russell 5 Howard Eisley 7; Stockton 7 Tapones: Karl Malone 3 | Pabellón: Delta Center, Salt Lake City, Utah Televisión: NBC |  |  |
| Chicago Bulls empataba serie, 1-1 | |                          | |                                                              |  |  |
|                                   | |                          | |                                                              |  |  |

### Partido 3
| 7 de junio                        | Utah Jazz | 54–96                    | Chicago Bulls |                                                            |  |  |
|                                   | |                          | |                                                            |  |  |
|                                   | Estadísticas Malone 22; Shandon Anderson 8 Ostertag 9; Foster 4; Russell 4 Stockton 7; Jeff Hornacek 4 Pérdidas: Karl Malone 7; Stockton 5 | Recap Pts Reb Asts Otros | Estadísticas Michael Jordan 24; Toni Kukoc 16 Ron Harper 10; Scott Burrell 9 Ron Harper 7; Scottie Pippen 4 Robos: Toni Kukoc 4 | Pabellón: United Center, Chicago, Illinois Televisión: NBC |  |  |
| Chicago Bulls lideraba serie, 2-1 | |                          | |                                                            |  |  |
|                                   | |                          | |                                                            |  |  |

### Partido 4
| 10 de junio                       | Utah Jazz                                                                                          | 82–86              | Chicago Bulls |                                                            |  |  |
|                                   | |                    | |                                                            |  |  |
|                                   | Estadísticas Malone 21; Bryon Russell 10 Karl Malone 14; Adam Keefe 7 Stockton 13; Howard Eisley 5 | Recap Pts Reb Asts | Estadísticas Michael Jordan 34; Pippen 28 Dennis Rodman 14; Pippen 9 Scottie Pippen 5; Toni Kukoc 4 3P: Scottie Pippen 5/10 | Pabellón: United Center, Chicago, Illinois Televisión: NBC |  |  |
| Chicago Bulls lideraba serie, 3-1 | |                    | |                                                            |  |  |
|                                   | |                    | |                                                            |  |  |

### Partido 5
| 12 de junio                       | Utah Jazz                                                                                                | 83–81              | Chicago Bulls |                                                            |  |  |
|                                   | |                    | |                                                            |  |  |
|                                   | Estadísticas Malone 39; Antoine Carr 12 Karl Malone 9; Bryon Russell 6 Stockton 12; Hornacek 5; Malone 5 | Recap Pts Reb Asts | Estadísticas Toni Kukoc 30; Michael Jordan 28 Pippen 11; Luc Longley 7 Pippen 11; Jordan 4 Pérdidas: Pippen 4; Jordan 4 | Pabellón: United Center, Chicago, Illinois Televisión: NBC |  |  |
| Chicago Bulls lideraba serie, 3-2 | |                    | |                                                            |  |  |
|                                   | |                    | |                                                            |  |  |

### Partido 6
| 14 de junio                      | Chicago Bulls | 87–86                    | Utah Jazz |                                                                                       |  |  |
|                                  | |                          | |                                                                                       |  |  |
|                                  | Estadísticas Michael Jordan 45; Toni Kukoc 15 Dennis Rodman 8 Toni Kukoc 4; Scottie Pippen 4 Robos: Jordan 4; Pippen 2; Rodman 2 | Recap Pts Reb Asts Otros | Estadísticas Karl Malone 31; Jeff Hornacek 17 Karl Malone 11; Jeff Hornacek 6 Karl Malone 7; John Stockton 5 Tiros de campo: Karl Malone 11/19 | Pabellón: Delta Center, Salt Lake City, Utah Árbitros: - Dick Bavetta Televisión: NBC |  |  |
| Chicago Bulls ganó la serie, 4-2 | |                          | |                                                                                       |  |  |
|                                  | |                          | |                                                                                       |  |  |